# سحر يوسف
سحر يوسف (مواليد 1 ديسمبر 1968) هي سبّاحة إيقاعية مصرية بدأت، مع 5 لاعبات أخريات، المشاركة النسائية المصرية في الألعاب الأولمبية الصيفية من خلال أولمبياد 1984 في لوس أنجلوس، وكانت حينها بعمر الـ15 فقط.

## المشاركة الأولمبية

### 1984
السباحة الإيقاعية - فردي
- - المرحلة التمهيدية — 67.165 نقطة (لم تتأهل، المركز الـ48)

السباحة الإيقاعية - زوجي
- سحر يوسف[1] وداليا مقبل[5]
  - المرحلة التمهيدية — 70.266 نقطة (← التصفيات، المركز الـ17)
  - التصفيات — 150.866 نقطة (لم تتأهل، المركز الـ17)

## روابط خارجية
- سحر يوسف على موقع الاتحاد الدولي للسباحة (الإنجليزية)
- سحر يوسف على موقع أوليمبيديا (الإنجليزية)